# Жовта чапля
Жовта чапля (Ardeola) — рід пеліканоподібних птахів родини чаплевих (Ardeidae). Вони мають ріст 40 — 50 см і розмах крил 80 — 100 см. Розповсюджені тільки у Старому світі. Зустрічаються у Південній Європі, Африці та частині Азії.

## Опис
Птахи мають міцну статуру, коротку шию, короткий та міцний дзьоб. Їх спини бежевого або буро-коричневого кольору. На шиї та грудях смугасте оперення. Під час розмноження на шиї у птахів з'являється довге пір'я. Під час польоту чаплі виглядають білими завдяки блискучим білим крилам.
Жовта чапля живе на болотах невеличкими колоніями часто з іншими видами птахів. Гнізда будують на деревах або серед чагарнику. Самки жовтої чаплі відкладають від двох до п'яти яєць.
Жовта чапля живиться молюсками, комахами, ракоподібними, земноводними, павукоподібними, а іноді й рибою. Їжа чаплі у лиманах півдня України складається здебільшого з безхребетних, іноді і хребетних тварин. Серед хребетних переважають риби, земноводні зустрічаються зрідка. Безхребетні представлені молюсками, комахами, серед яких переважають жуки, бабки, ракоподібні, павукоподібні та п'явки. Свою здобич ці птахи ловлять на мілководді та по краях водойм.
В Україні зустрічається під час міграцій, в тому числі, двічі, навесні і восени затримується для прогодування і відпочинку перед далекими маршрутами польоту в Національному природному парку «Тузловські лимани». Охороняється Червоною книгою України (статус — рідкісний), Бернською конвенцією та Директивою ЄС 2009/147/ЄС про захист диких птахів.

## Класифікація
Рід Жовта чапля (Ardeola) включає шість видів:
- Чапля китайська (Ardeola bacchus)
- Чапля індійська (Ardeola grayii)
- Чапля синьодзьоба (Ardeola idae)
- Чапля жовта (Ardeola ralloides)
- Чапля рудочерева (Ardeola rufiventris)
- Чапля яванська (Ardeola speciosa)